# 小行星8016
小行星8016（英語：8016）是一颗围绕太阳公转的小行星。1990年8月27日，亨利·E·霍爾特在帕洛马山发现了此天体。
这颗小行星的绝对星等为277.9679460794299等。